# Aşkale (district)
Aşkale is een Turks district in de provincie Erzurum en telt 27.890 inwoners (2007). Het district heeft een oppervlakte van 1529,8 km². Hoofdplaats is Aşkale.
De bevolkingsontwikkeling van het district is weergegeven in onderstaande tabel.
| 1997   | 2000   | 2007   |
| ------ | ------ | ------ |
| 34.168 | 35.554 | 27.890 |